# Kanton Gaillon-Campagne
Der Kanton Gaillon-Campagne ist ein ehemaliger, von 1982 bis 2015 bestehender französischer Wahlkreis im Arrondissement Les Andelys, im Département Eure und in der Region Normandie; sein Hauptort war Gaillon.
Der 20 Gemeinden umfassende Kanton war 167,60 km² groß und hatte 14.136 Einwohner (Stand: 2009).

## Gemeinden
| Gemeinde                    | Einwohner | Code postal | Code Insee |
| --------------------------- | --------- | ----------- | ---------- |
| Ailly                       | 1.073     | 27600       | 27005      |
| Autheuil-Authouillet        | 837       | 27490       | 27025      |
| Bernières-sur-Seine         | 328       | 27700       | 27058      |
| Cailly-sur-Eure             | 235       | 27490       | 27124      |
| Champenard                  | 205       | 27600       | 27142      |
| La Croix-Saint-Leufroy      | 1.078     | 27490       | 27191      |
| Écardenville-sur-Eure       | 529       | 27490       | 27211      |
| Fontaine-Bellenger          | 1.042     | 27600       | 27249      |
| Fontaine-Heudebourg         | 715       | 27490       | 27250      |
| Heudreville-sur-Eure        | 1.025     | 27400       | 27335      |
| Saint-Aubin-sur-Gaillon     | 1.750     | 27600       | 27517      |
| Saint-Étienne-sous-Bailleul | 388       | 27920       | 27539      |
| Saint-Julien-de-la-Liègue   | 444       | 27600       | 27553      |
| Saint-Pierre-de-Bailleul    | 1.010     | 27920       | 27589      |
| Saint-Pierre-la-Garenne     | 896       | 27600       | 27599      |
| Sainte-Barbe-sur-Gaillon    | 252       | 27600       | 27519      |
| Tosny                       | 660       | 27700       | 27647      |
| Venables                    | 782       | 27940       | 27676      |
| Vieux-Villez                | 210       | 27600       | 27687      |
| Villers-sur-le-Roule        | 677       | 27940       | 27691      |